# 아비티비강
아비티비강(Abitibi River)은 캐나다, 북동쪽 온타리오주에 있는 강이며, 무스강을 접하는 북서쪽에 아비티비호로부터 흐르며 제임스만 속으로 비워진다. 이 강의 길이는 540 km이다.
강은 허드슨만 회사를 위한 중요한 모피 무역 루트였다. 현재 펄프 (pulp)가 중요한 산업이다.
아비티비강은 이로쿼이 폭포 마을을 통과하며, 아비티비강 근처 이 폭포의 이름을 따서 명명되었다. 그 이름은 그들의 오비으와 포로를 그 폭포 위로 보냈었던 침략한 이로쿼이 전쟁 일당들에 대한 오지브와 우화로부터 왔다.
수력 발전소가 아비티비 협곡의 강위에 위치한다.